# مرض الحزام الأسود

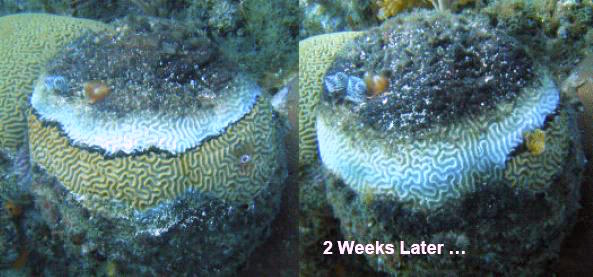
مرض الحزام الأسود.

مرض الحزام الأسود (بالإنجليزية: Black Band Disease)‏ هو مرض يحدث عندما يكون المرجان حزاماً أسوداً. ويتميز المرض بالتحلل الكامل للأنسجة بواسطة الميكروبات المتحالفة المسببة للمرض. تلك الحصيرة توجد بين نسيج المرجان السليم وهيكل المرجان المصاب حديثَا.

## المظهر

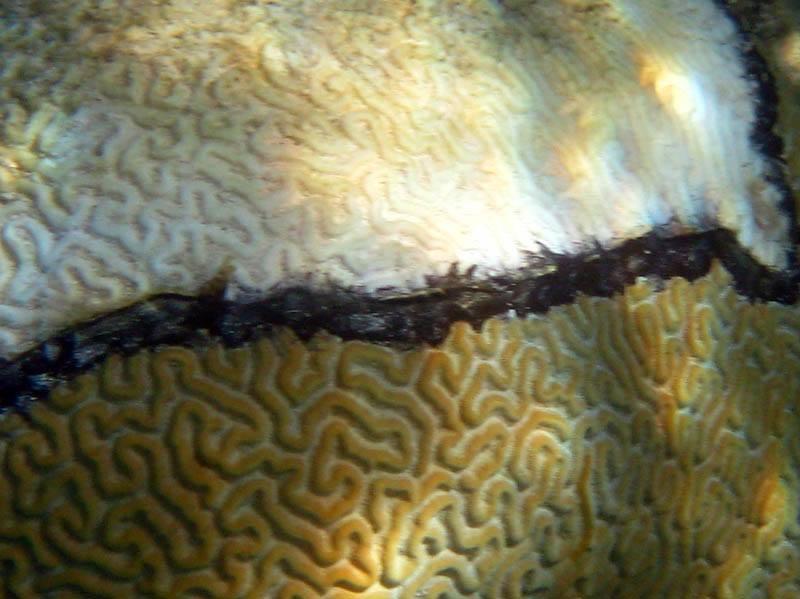
Koral mozgovity hranica.

تمت ملاحظة مرض الحزام الأسود لأول مرة على الشعب المرجانية في البرازيل عام 1973 بواسطة أ.أنطونيوس، الذي وصف المسبب للمرض، الذي وجده يقوم بإصابة المرجان بالعدوى، بأنه نوع من البكتريا ذات الغشاء المتذبذب (بالإنجليزية: Oscillatoria membrancea) تسمى البكتيريا الزرقاء. يمكن للون الحزام أن يكون بنياً أو أحمراً مائلاً إلى الأسود معتمداً على الوضع الرأسي لتجمع البكتيريا الزرقاءالمرتبطة بالحزام. ويعتمد الوضع الرأسي على الاستجابة الضوئية المبنية على الشدة الضوئية لشعيرات البكتيريا الزرقاء وكذلك اللون (بسبب صبغة الفيكوإيريترين في البكتيريا الزرقاء) يعتمد على كثافة الحزام. ويبلغ سمك الحزام 1 مليمتر (0.039 إنش) تقريباً ويتراوح العرض بين 1 مليمتر (0.039 إنش) إلى 7 سنتيمترات (2.8 إنش). قد توجد بعض البقع البيضاء على سطح المرجان والتي في بعض الأوفات قد تُكَوِن رقعاً بيضاءاً سميكة. تتحرك الحصيرة الميكروبية المسببة للمرض عبر المستعمرات المرجانية بمعدل يترواح بين 3 مليمترات (0.12 إنش) و1 سنتيمتر (0.39 إنش) في اليوم. ويحدث الموت الخلوي بسبب التعرض لبِيْئَةٌ صغرى، بها نقص الأكسجين وغنية بالكبريتيد، مرتبطة بقاعدة الحزام.

## التركيب

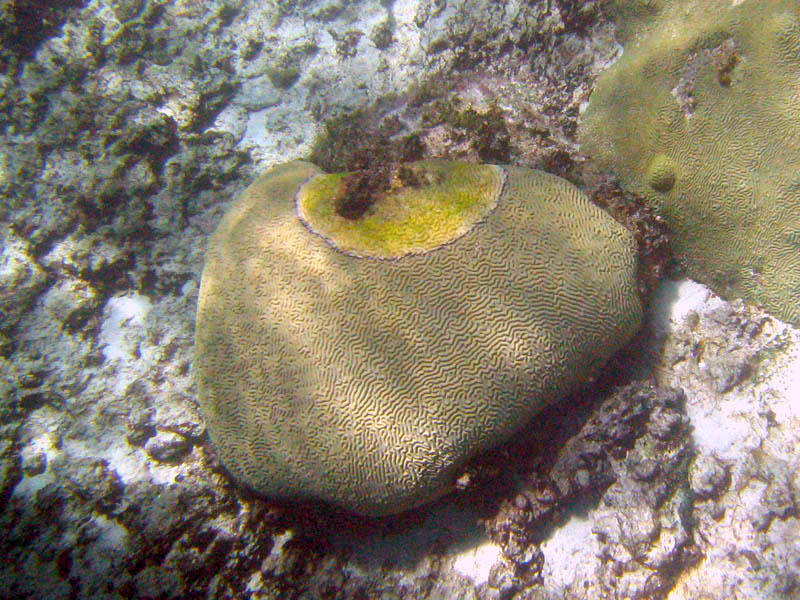
مرض الحزام الأسود - مرجان المخ

تتكون الميكروبات الحليفة لمرض الحزام الأسود من مجموعة متنوعة من البكتيريا ضوئية التخليق والبكتيريا غير ضوئية التخليق التي تتعايش متأزرةً معاً. ذلك التحالف مكون من ثلاثة أعضاء مهيمنين وظيفياً وجسدياً بالإضافة إلى العديد من البكتريا عضوية التغذية والتي دورها في المرض مازل مجهولاً.الثلاثة أعضاء المهيمنين وظيفياً ما هم إلا من مجموعة البكتريا الزرقاء والبكتريا مؤكسدة الكبريتيد والبكتيريا مختزلة الكبريتات. تركيب الميكروبات الحليفة المسببة لمرض الحزام الأسود البنائي والوظيفي مماثل للبكتيريا الزرقاء المهيمنة على الحصيرة الميكروبية المتواجدة في البيئات المضيئة والغنية بالكبريتيد.

## التصنيف
تم اكتشاف العديد من أجزاء البكتريا الزرقاء مرتبطة بمرض الحزام الأسود، وأشهر هذه الأجزاء هو الفورميديوم المرجاني. وتتواجد البكتيريا المؤكسدة للكبريتيد ومن أهمها فصيلة البجياتوية (بالإنجليزية: Beggiatoa)  في الأحزمة المعدة جيداً وتظهر كانتقالات رأسية واضحة خلال نسيج الحزام في ما بين الخلايا (ريتشاردسون، 1996؛ فيمان وريتشاردسون، 2006). وتظهر البِجْياتُوِيَّة بيضاءاً عندما تتواجد على سطح الحزام؛ بسبب تواجد الكبريت العنصري المختزن في المشتملات الخلوية داخل الخلايا. أما البكتيريا مختزلة الكبريتات ومن أهمها فصيلة منتزعة الكبريت أو الديسولفوفبريو  فهي تتواجد في قاعدة الحزام ومسئولة عن إنتاج تركيز عالي من الكبريتيد خلال نسيج الحزام في ما بين الخلايا. وبملاحظة الحزام الأسود تحت المجهر الضوئي، كشف عن وجود الشعيرات المتحركة الخاصة بالفورميديوم المرجاني، وتلك الشعيرات لها عرض يساوي 1 مليمتر وذات نهاية كروية ونهاية ضيقة (تتناقص تدريجياً). وكذلك وجدت شعيرات البِجْياتُوِيَّة (بعرض 1-4 مليمتر) الخالية من أي صبغة لكن المحتوية على حبيبات خلوية بها كبريت عنصري عالي الانكسار. وكذلك تم التعرف علي العديد من البكتيريا سلبية الغرام (عصويات صغيرة) والتي لا يمكن ملاحظتها بالمجهر الضوئي. وقد وصفت المجموعة البكتيرية باستخدام التقنيات الجزيئية ووجد أنها تحتوي على أكثر من 500 فصيلة بكتيرية تختلف عن المجتمعات البكتيرية التي وجدت في عمود الماء أو نسيج المرجان الصحي أو هيكل المرجان الميت. الدور الوظيفي لهذا التجمع المتنوع من البكتيريا ليس معروفاً.
مرض الحزام الأسود يؤثر على 42 فصيلة من المرجان الموزعة عالمياً. الحامل الوحيد المعروف هو الغشاء الحيوي الرقيق للبكتريا الزرقاء المتواجدة على الرواسب في ثنايا المرجان القابل للإصابة بمرض الحزام الأسود.

## روابط خارجية
- NOAA website on coral (public domain)
- World Conservation Monitoring Centre Global Coral Disease Database